# Richard Anderson
Richard Anderson, född 8 augusti 1926 i Long Branch i New Jersey, död 31 augusti 2017 i Beverly Hills i Kalifornien, var en amerikansk skådespelare. Under 1950-talet var Anderson kontrakterad hos filmbolaget Metro-Goldwyn-Mayer. Han kom senare att medverka i många amerikanska TV-serier både i fasta roller och gästroller. Han hade bland annat större återkommande roller i Perry Mason på 1960-talet och The Six Million Dollar Man på 1970-talet.

## Filmografi i urval
- 1947 – Pärlan
- 1951 – Missouri
- 1951 – Betala mitt liv
- 1951 – Fallet O'Hara
- 1951 – Farligt meddelande
- 1952 – Scaramouche - de tusen äventyrens man
- 1953 – Drömhustrun
- 1954 – Studentprinsen
- 1955 – Hallå sjömän
- 1956 – Förbjuden värld
- 1957 – Ärans väg
- 1958 – Lång, het sommar
- 1959 – Brottslig drift
- 1961 – Bus Stop (TV-serie)
- 1964 – 7 dagar i maj
- 1964–1966 – Perry Mason (TV-serie)
- 1966 – Död man lever
- 1970 – Tora! Tora! Tora!
- 1970–1971 – Dan August (TV-serie) (26 avsnitt)
- 1974–1978 – The Six Million Dollar Man (TV-serie)
- 1976–1978 – The Bionic Woman (TV-serie)
- 1986 – Dynastin (TV-serie)
- 1989 – Mord och inga visor (TV-serie)
- 1992 – Spelaren
- 1993 – Gettysburg